# Викодин
Викодинът е комбинация от двата обезболяващи продукта хидрокодон и парацетамол за намаляване на умерена до силна болка. Обикновено може да се намери под формата на таблетка, произведена и маркирана с търговските имена Vicodin, Vicodin ES, Vicodin HP, Anexsia, Anolor DH5, Bancap HC, Zydone, Dolacet, Lorcet, Lortab, и Norco. Това комбинативно лекарство е станало най-популярното предписвано лекарство в Съединените щати с над 136 милиона предписания годишно.